# Домініальні землі
Домініальні землі, Домінікальні землі — (від лат. dominus — пан, володар, власник) — земельні володіння дідичів, державної казни й церкви в Австрійській імперії та підвладних їй західних землях України (у Галичині від 1772, на Буковині від 1774). Перебували в безпосередній спадковій власності й давали право їхнім володарям зобов'язувати селян-користувачів рустикальних земель відбувати різні повинності – відпрацьовувати панщину, сплачувати данину тощо. Незважаючи на урядові заборони, протягом 1-ї половини ХІХ ст. площа домініальних земель зросла за рахунок привласнення великими землевласниками частини рустикальних земель. Цей незаконний перерозподіл земель було, однак, узаконено урядовим декретом 25 листопада 1846. Внаслідок селянської реформи 1848 в Галичині, на Буковині та Закарпатті поділ на домініальні і рустикальні землі втратив колишнє значення.